# Rajko Grlić
Rajko Grlić (ur. 2 września 1947 w Zagrzebiu) – chorwacki reżyser, scenarzysta i producent filmowy.

## Życiorys
Urodził się w 1947 roku w Zagrzebiu. W 1971 ukończył studia na Wydziale Filmowym Akademii Sztuk Scenicznych w Pradze. Profesor teorii filmu na Uniwersytecie Ohio i dyrektor artystyczny Festiwalu Filmowego w Motovun w Chorwacji. Zdobywca wielu prestiżowych nagród filmowych m.in. Tokyo Grand Prix i Golden Arena dla najlepszego reżysera.

## Reżyseria
- Vypravuj mi něco hezkého (1969)
- Kud puklo da puklo (1974)
- Bravo maestro (1978)
- Kocha się tylko raz (1981)
- U raljama zivota (1984)
- Do szczęścia potrzeba trojga (1985)
- Djavolji raj (1989)
- Parizi - Istra (1991)
- Caruga (1991)
- Pitka voda i sloboda III (1998)
- Josephine (2000)
- Posterunek graniczny (2006)
- Między nami (2010)
- Konstytucja (2016)